# Sośnicowice
Sośnicowice là một thị trấn thuộc huyện Gliwicki, tỉnh Śląskie ở nam Ba Lan. Thị trấn có diện tích 11 km². Đến ngày 1 tháng 1 năm 2011, dân số của thị trấn là 1715 người và mật độ 147 người/km².